# Sulcaria badia
Sulcaria badia är en lavart som beskrevs av Brodo & D. Hawksw. Sulcaria badia ingår i släktet Sulcaria och familjen Parmeliaceae.   Inga underarter finns listade i Catalogue of Life.